# 聯合國安全理事會第88號決議
《聯合國安理會88號決議》是1950年11月8日在聯合國安全理事會第520次會議通過的。根據暫行議事規則第39條，這項決議傳召中華人民共和國代表於討論聯合國駐韓司令部特別報告時列席安理會。
該決議在中華民國和古巴反對以及埃及王國棄權下，以8票對2票通過。

## 外部連結
- 88號決議全文 （页面存档备份，存于）